# 夜明けの街で
『夜明けの街で』（よあけのまちで）は、東野圭吾による日本の推理小説。
角川書店発行の『野性時代』にて2004年9月号から2007年4月号まで連載され、その間の2006年2月号には番外編が掲載された。2007年6月30日、同社より単行本が刊行されたが、東野の同社刊の単行本は2003年の『殺人の門』以来、4年ぶりであった。
横浜を舞台にし、不倫を軸に置いた作品。サザンオールスターズの楽曲「LOVE AFFAIR 〜秘密のデート」に感化されて書いた作品でもあるため、ところどころ歌詞に沿った話が出てくる。
2011年に若松節朗監督、岸谷五朗・深田恭子主演で映画化された。

## あらすじ
運命的な出会いとは言えず、バッティングセンターで出会った渡部と秋葉。二人は出会いを重ねるうちに深い仲へと発展していく。
しかし、渡部は秋葉が高校生の頃に発生した、ある殺人事件の関係者であることを知る。犯人は依然として逮捕されておらず、秋葉がその事件の容疑者として扱われている事実も知る。事件発生から既に15年が経過しており、3月31日をもって時効を迎える。自身が築き上げてきた家庭が崩壊することを恐れながらも秋葉に惹かれる渡部は、その事件と深く関わることになる。

## 登場人物
渡部
妻と娘の三人暮らし。東京都中央区日本橋日本橋に所在するゼネコンの電気関係部署に勤務する主任。不倫を軽蔑していたが、自らが不倫の当事者となる。
仲西秋葉
渡部の勤務先における派遣社員であり、渡部の不倫相手。負けず嫌いな性格で、渡部とは互いに意地を張り合うことが多い。誰にも打ち明けられない過去を抱える。
有美子
渡部の妻。のんびりとしたおおらかな性格だが、時折、渡部の不倫に気づいているかのような素振りを見せる。
園美
渡部の娘。
新谷俊
渡部の悪友。不倫経験があるため、渡部に様々な助言を与える。
本条麗子
秋葉の父親の愛人。15年前、仲西家で死亡しているのを秋葉が発見した。
釘宮真紀子
渡部がバーで出会った女性。
芦原
刑事。15年前の事件を追っている。遠回しな言い方で渡部から当時の事件に関する情報を聞き出そうとする。
秋葉の母親
夫の不倫に気づき、自殺した。
マダム・カラフル
渡部がバー「蝶の巣」で出会った女性。秋葉の母の妹、つまり叔母にあたる人物。
秋葉の父親
不倫をし、本条と交際していた。

## 作品にまつわる話
- 新谷の不倫話は、この小説の本編の後に番外編として収録されている。時に説教口調になるなど、渡部に不倫を諌める理由がこの番外編でわかる。
- 東野はインタビュー記事の中で、女性の心を描くことを大変苦手だとコメントしている[1]。

## 書誌情報
- 単行本：2007年6月29日発売[2]、角川書店、ISBN 978-4-04-873788-3
- 文庫本：2010年7月24日発売[3]、角川文庫、ISBN 978-4-04-371808-5

## 映画
2011年10月8日、角川系で公開された。監督は若松節朗。主演は岸谷五朗と深田恭子。
みなとみらいでロケを行い、撮影ピークの2011年3月11日に東日本大震災に見舞われたものの、セットの被害はわずかで、撮影は余震の続く中続行された。
全国147スクリーンで公開され、2011年10月8、9日の初日2日間で興収3,315万4,800円、動員2万5,177人になり、映画観客動員ランキング（興行通信社調べ）で初登場第8位となった。
2011年公開だが、2010年の時効撤廃に伴い2009年を作品の舞台と設定している。（エンドロールより）

### キャスト
- 渡部和也（会社員） - 岸谷五朗
- 仲西秋葉（派遣社員） - 深田恭子
- 渡部有美子（和也の妻） - 木村多江
- 新谷（和也の親友） - 石黒賢
- 里村（和也の部下） - 黄川田将也
- 部長（和也の上司） - 田中健
- 浜崎妙子（秋葉の叔母） - 萬田久子
- 仲西達彦（秋葉の父） - 中村雅俊
- 渡部園美（和也の娘） - 栗本有規

### スタッフ
- 監督 - 若松節朗
- 脚本 - 川崎いづみ
- 原作 - 東野圭吾「夜明けの街で」（角川文庫）
- 撮影 - 蔦井孝洋
- 美術 - 和田洋
- 音楽 - 住友紀人
- 録音 - 柿澤潔
- 照明 - 高橋幸司
- 編集 - 新井孝夫
- 助監督 - 村谷嘉則
- 音響効果 - 伊藤進一
- 現像・VFX - IMAGICA
- タイトル - マリンポスト
- スタジオ - 日活撮影所
- 車輌協力 - ボルボ・カーズ・ジャパン
- 特別協力 - 東映東京撮影所、東映デジタルセンター
- エグゼクティブプロデューサー - 井上伸一郎
- 企画 - 池田宏之
- 製作者 - 椎名保、阿佐美弘恭
- プロデューサー - 土川勉、鈴木光、岡田和則、坂本忠久
- 製作プロダクション - 光和インターナショナル
- 製作 - 「夜明けの街で」製作委員会（角川映画、NTTドコモ）
- 配給 - 角川映画

### エンディングテーマ
- 久保田利伸「声にできない 〜夜明けの街でver.〜」